# Uljanovszk
Uljanovszk (oroszul: Улья́новск, tatárul Szember (Сембер), csuvasul: Csemper (Чĕмпĕр)) város Oroszországban, Moszkvától 900 km-re keletre. Az Uljanovszki terület székhelye. Híres szülöttéről, Vlagyimir Iljics Leninről (született:Uljanov) nevezték el 1924-ben. A település neve a cári időkben Szinbirszk, ill. Szimbirszk volt.
Lakossága: 614 786 fő (a 2010. évi népszámláláskor).

## Fekvése
Uljanovszk a Volgai-hátságon, a Volga középső folyásán kialakított Kujbisevi-víztározó partján, a Szvijaga folyó mentén helyezkedik el.